# Gianpaolo Della Chiesa
Gianpaolo Della Chiesa (* 1521 in Tortona; † 11. Januar 1575 in Rom) war ein italienischer katholischer Kardinal.

## Leben
Gianpaolo Della Chiesa wurde 1521 in Tortona geboren. Er studierte an der Universität Padua und an der Universität Pavia und wurde zum Doktor beider Rechte promoviert. Kurze Zeit später zog er nach Mailand und wurde dort ein berühmter Jurist.
Später reiste er nach Spanien, wo er den Enkel von Gonzalo Fernández de Córdoba y Aguilar, Gonzalo II Fernández de Córdoba, während eines Gerichtsverfahrens verteidigte. Der spanische König Philipp II. war so beeindruckt von Della Chiesa, dass er ihn für zwei Jahre zum Senator von Mailand und zum Podestà von Pavia machte.
Nach dem Tod seiner Frau wurde er vom Mailänder Senat nach Rom geschickt, um einen Konflikt zwischen dem Senat und Kardinal Karl Borromäus zu lösen. Er erhielt ein Lob vom Papst, der ihn zum Kommendatarabt von S. Pietro di Muleggio machte. Außerdem erhielt er ein Referendariat bei der Apostolischen Signatur.
Als einige Zeit später Pius V. Papst wurde, bot dieser Gianpaolo Della Chiesas Onkel, Serafino Della Chiesa, die Erhebung zum Kardinal an. Serafino nahm das Angebot allerdings nicht an und deshalb wurde Gianpaolo selber zu diesem Amt befördert. Er bekam den Galero am 5. April 1568 verliehen. Am 3. Mai 1568 wurde er zum Präfekten des Tribunals der Apostolischen Signatur. Diesen Posten behielt er bis zu seinem Tod. Am 11. Januar 1575 starb er in Rom und wurde in seiner Titelkirche San Pancrazio beigesetzt.